# Sonia Grande

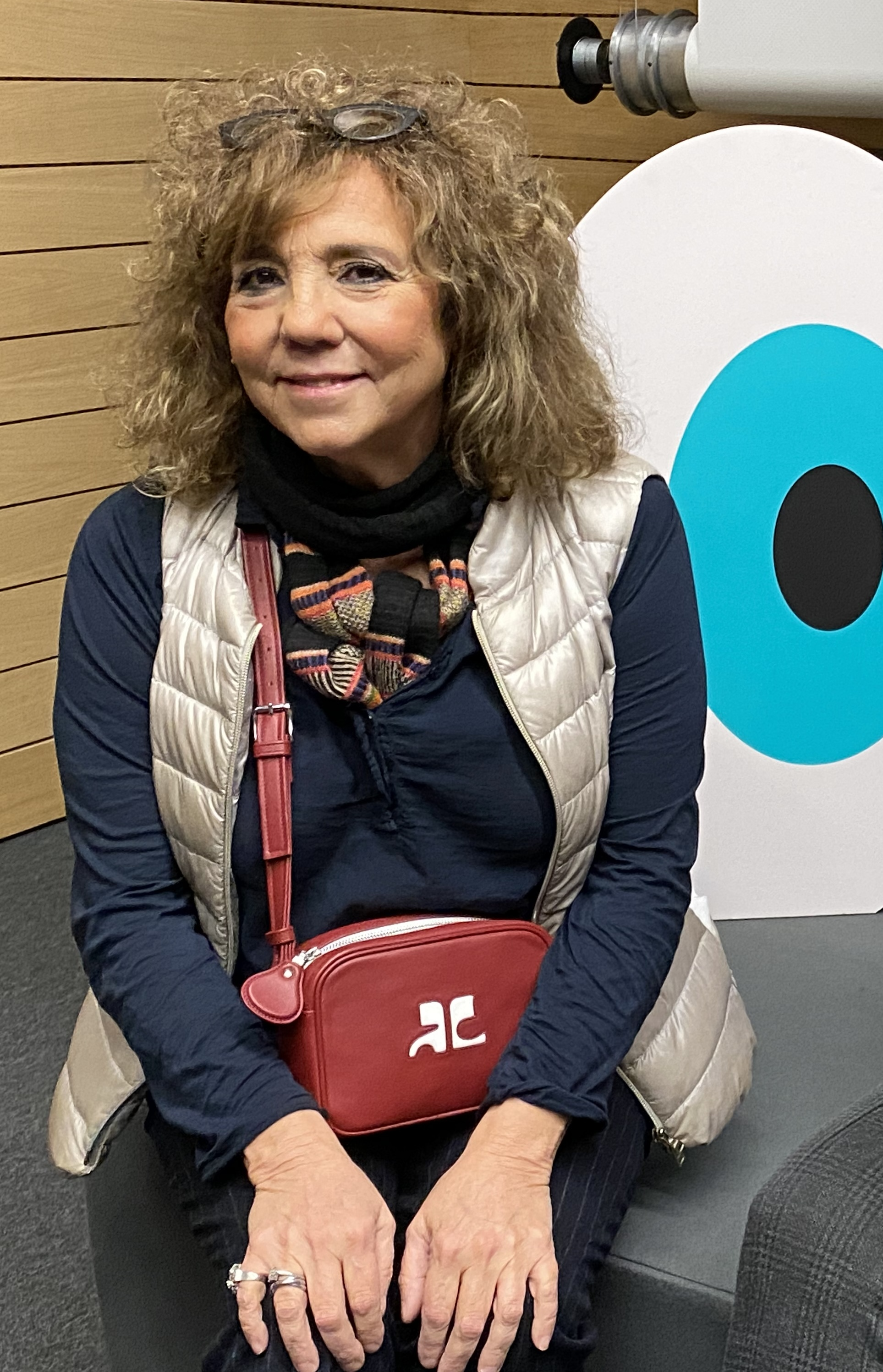
Sonia Grande

Sonia Grande (* 1964 in Oviedo, Spanien) ist eine spanische Kostümbildnerin.

## Karriere
Grande ist für ihre häufige Zusammenarbeit mit dem Filmregisseur Woody Allen, etwa bei Vicky Cristina Barcelona und Midnight in Paris, bekannt, aber auch für ihre Mitarbeit bei Fernando Truebas Das Mädchen deiner Träume. Für diesen Film gewann sie 1999 den Goya in der Kategorie Beste Kostüme. Auch mit den Regisseuren Pedro Almodóvar und Alejandro Amenábar arbeitete Grande wiederholt zusammen.

## Filmografie (Auswahl)
- 1996: La Celestina
- 1998: Das Mädchen deiner Träume (La niña de tus ojos)
- 1999: La lengua de las mariposas
- 2000: Fugitivas – Auf der Flucht (Fugitivas)
- 2001: The Others
- 2001: Sin noticias de Dios
- 2002: Sprich mit ihr (Hable con ella)
- 2004: La puta y la ballena
- 2004: Das Meer in mir (Mar Adentro)
- 2007: Lola, la película
- 2008: Vicky Cristina Barcelona
- 2008: Los girasoles ciegos
- 2009: Zerrissene Umarmungen (Los abrazos rotos)
- 2009: Wenn Liebe so einfach wäre (It’s Complicated)
- 2010: Und dann der Regen (También la lluvia)
- 2011: Midnight in Paris
- 2012: To Rome with Love
- 2013: The Liberator
- 2014: Magic in the Moonlight
- 2015: Regression
- 2016: Julieta
- 2016: Die versunkene Stadt Z (The Lost City of Z)
- 2017: Schwarzer Schnee (Nieve negra)
- 2017: Das Komplott – Verrat auf höchster Ebene (La cordillera)
- 2017: Das Geheimnis von Marrowbone (Marrowbone)
- 2018: Offenes Geheimnis (Todos lo saben)
- 2019: Mientras dure la guerra
- 2020: Rifkin’s Festival

## Auszeichnungen (Auswahl)
Goya
- 1997: Nominierung in der Kategorie Beste Kostüme zusammen mit Gerardo Vera für La Celestina
- 1999: Beste Kostüme zusammen mit Lala Huete für Das Mädchen deiner Träume
- 2000: Nominierung in der Kategorie Beste Kostüme für La lengua de las mariposas
- 2002: Nominierung in der Kategorie Beste Kostüme für The Others
- 2005: Nominierung in der Kategorie Beste Kostüme für La puta y la ballena
- 2006: Nominierung in der Kategorie Beste Kostüme für Hormigas en la boca
- 2008: Nominierung in der Kategorie Beste Kostüme für Lola, la película
- 2009: Nominierung in der Kategorie Beste Kostüme für Los girasoles ciegos
- 2010: Nominierung in der Kategorie Beste Kostüme für Zerrissene Umarmungen
- 2011: Nominierung in der Kategorie Beste Kostüme für Und dann der Regen
- 2020: Beste Kostüme für Mientras dure la guerra